# 足利義氏 (古河公方)
足利義氏（日语：／ Ashikaga Yoshiuji，1541年2月10日—1583年2月13日）是日本戰國時代大名，第5任古河公方，是足利氏第3任當主同名的足利義氏第14代子孫。義氏父親是第4任古河公方足利晴氏，母親則是北條氏綱之女芳春院，正室是北條氏康之女淨光院殿。異母兄弟是足利藤氏、足利藤政。

## 生涯
按《下野足利家譜》記載，天文10年（1541年）1月15日，義氏作為晴氏的次子在相模小田原城出生，幼名梅千代王丸。在河越城之戰中，晴氏戰敗而被北條氏康幽禁，後北條氏改為擁立義氏成為新任古河公方。其後在天文24年（1554年）11月，義氏未有在古河御所，而是在後北條氏的支城葛西城（現東京都葛飾區青戶）舉行元服儀式。義氏元服時，獲室町幕府將軍足利義輝授予足利将軍家的通字「義」，並且由舅父氏康替其加冠。永祿元年（1558年）4月，義氏離開葛西城，前往鎌倉的鶴岡八幡宮參拜，是唯一一位前往該處參拜的古河公方，其後在8月進入古河公方的領國，並且以關宿城為自己的居城來取代歷代的居城古河城。由此可見，義氏是受制於後北條氏的傀儡。
此外，後來成為關東管領的上杉謙信認為晴氏的長子足利藤氏才是繼承古河公方的正統人選，因此並不承認義氏的公方地位。隨著上杉氏介入關東地方與後北條氏對立後，義氏經常遊走於與古河無關的地方，而按《小田原眾所領役帳》記載，義氏是「御家人 葛西大人」（御家門方　葛西様）。
元龜元年（1570年）左右，後北條氏與上杉氏締結越相同盟，作為條件之一，謙信承認義氏的地位。作為古河分方的義氏終於能夠重返古河，然而卻附帶由氏康之子北條氏照擔任其後見人的條件，因此義氏仍然是後北條氏的傀儡。
天正11年（1583年）1月21日，義氏死去，享年43歲，法號長山善公香雲院。由於他的嫡子梅千代王丸早死，因此古河公方的家臣便擁立梅千代王丸之姊足利氏姬為古河城主。
後來，豐臣秀吉為免足利氏絕後，讓氏姬與小弓公方足利義明之孫足利國朝成婚，復興喜連川氏。